# Harriet Hosmer
Harriet Hosmer, gravura de Augustus Robin (1873)
assinatura
Harriet Goodhue Hosmer (Watertown, Massachusetts, 9 de outubro de 1830 – Watertown, Massachusetts, 21 de fevereiro de 1908) foi uma escultora neoclássica, considerada a escultora mais ilustre dos Estados Unidos durante o século XIX. Ela é conhecida como a primeira escultora profissional. Entre outras inovações técnicas, foi pioneira em um processo para transformar calcário em mármore. Hosmer viveu em uma colônia de expatriados em Roma e fez amizade com muitos escritores e artistas importantes.
Ela era prima do poeta William Howe Cuyler Hosmer e da atriz trágica Jean Hosmer.

## Biografia

### Juventude e educação

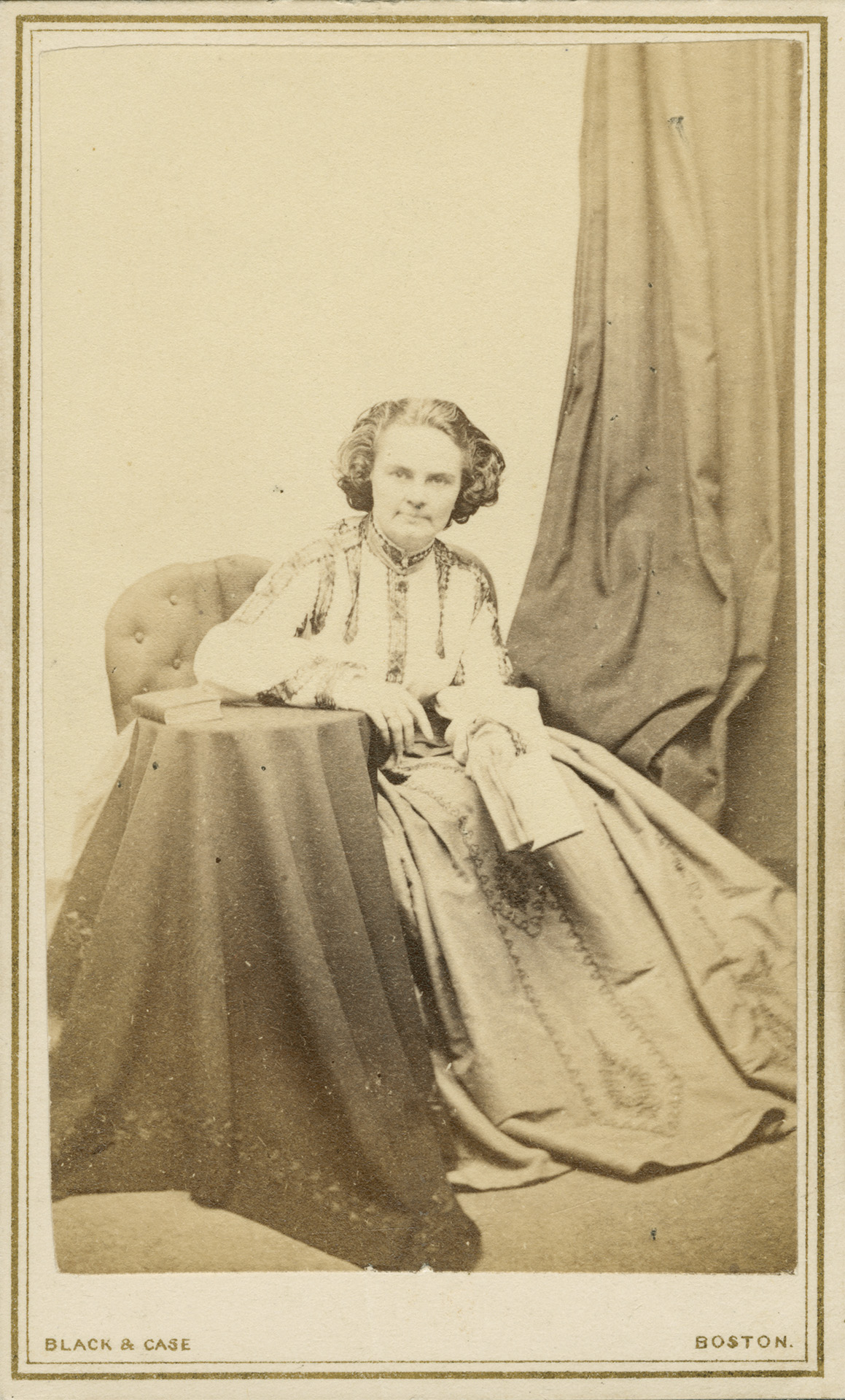
Harriet Goodhue Hosmer, 1865, impressão em papel albuminado (carte-de-visite) por Black & Case

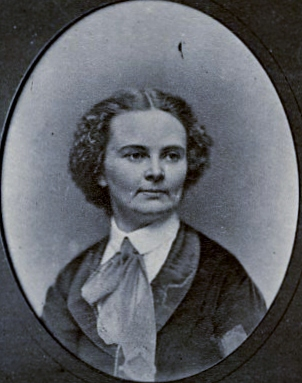
Harriet Goodhue Hosmer

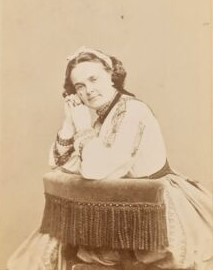
Harriet Hosmer, escultora, carte-de-visite c. 1865

Harriet Hosmer nasceu em 9 de outubro de 1830, em Watertown, Massachusetts, e concluiu seus estudos na Escola Sedgewick em Lenox, Massachusetts. Sua mãe, Sarah Grant Hosmer, e três irmãos morreram durante sua infância. Quando criança, ela foi incentivada por seu pai, o médico Hiram Hosmer, a seguir um programa de treinamento físico no qual se tornou especialista em remo, patinação e equitação. Ele também incentivou sua paixão artística. Ela viajou sozinha pela região selvagem do Oeste Americano e visitou o povo dacota.
Desde cedo, demonstrou aptidão para modelagem e estudou anatomia com seu pai. Por influência do amigo da família, Wayman Crow, ela frequentou o curso de anatomia do Dr. Joseph Nash McDowell na Faculdade de Medicina do Missouri (na época, o departamento médico da universidade estadual). Em seguida, estudou em Boston e praticou modelagem em casa até novembro de 1852, quando, com seu pai e sua namorada, Charlotte Cushman, foram para Roma, onde, de 1853 a 1860, foi aluna do escultor galês John Gibson e, finalmente, teve permissão para estudar modelos vivos.

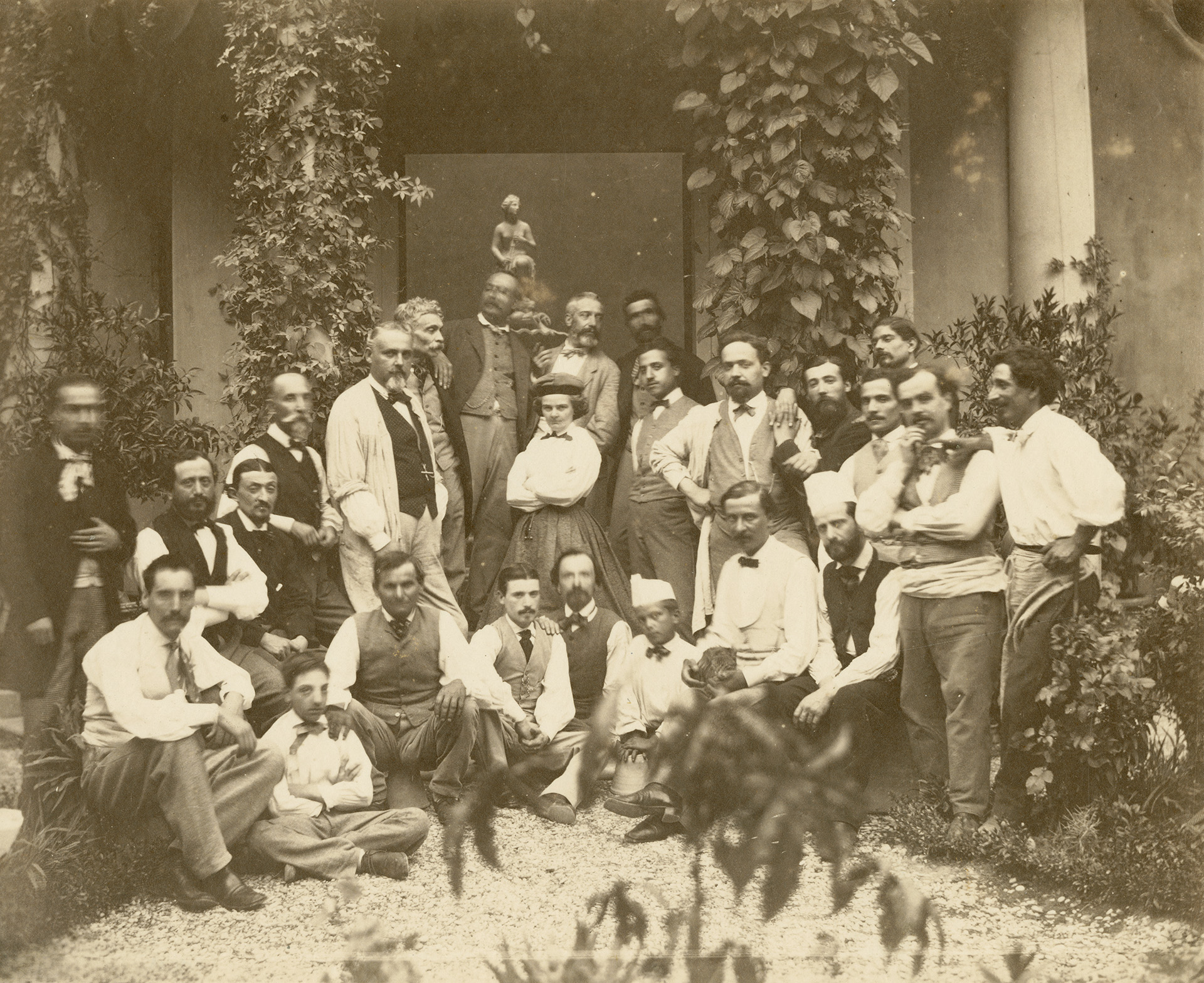
Harriet Goodhue Hosmer com seus assistentes e escultores no pátio de seu estúdio em Roma (1867)

Quando Hosmer soube que seria uma escultora, soube também que nos Estados Unidos não havia escola para ela. Ela deveria sair de casa, deveria viver onde a arte pudesse viver. Ela poderia modelar seus bustos em argila de seu próprio solo, mas quem seguiria em mármore o delicado pensamento que a argila expressava? Os operários de Massachusetts cuidavam dos teares, construíam as ferrovias e liam os jornais. Os homens de mão dura da Itália trabalhavam no mármore a partir dos desenhos que lhes eram apresentados; um copiava as folhas que o escultor colocava nas coroas de flores ao redor das sobrancelhas de seus heróis; outro fazia com a ferramenta as dobras da cortina; outro trabalhava os delicados tecidos da carne; nenhum deles sonhava com ideias — eles eram copistas —, exatamente o trabalho manual de que sua cabeça precisava. E ela foi para a Itália...— Maria Mitchell, c. 1857

### Roma
Enquanto morou em Roma, ela se associou a uma colônia de artistas e escritores que incluía: Nathaniel Hawthorne, William Makepeace Thackeray, a filósofa e feminista Frances Power Cobbe e as duas mulheres, George Eliot e George Sand. Quando estava em Florença, ela era frequentemente a convidada de Elizabeth Barrett Browning e Robert Browning na Casa Guidi.
Ela era muito peculiar e parecia ser ela mesma. Nada artificial ou fingido, de modo que, de minha parte, dei a ela total permissão para usar o que melhor lhe conviesse e para se comportar segundo o que sua mulher interior lhe sugerisse.— Nathaniel Hawthorne, c. 1858
Entre as artistas estavam Anne Whitney, Emma Stebbins, Edmonia Lewis, Louisa Lander, Margaret Foley, Florence Freeman e Vinnie Ream. Hawthorne as descreveu claramente em seu romance O Fauno de Mármore, e Henry James as chamou de “irmandade de 'escultoras' americanas”. Como Hosmer é hoje considerada a escultora mais famosa de sua época nos Estados Unidos, atribui-se a ela o mérito de ter “liderado o rebanho” de outras escultoras. Frances Power Cobbe argumentou que o caso de Hosmer mostrava que as mulheres podiam ser gênios artísticos criativos, tanto quanto os homens, e que o trabalho de Hosmer era pioneiro em uma nova arte feminina que celebrava a força e o poder das mulheres.

### Estilo artístico

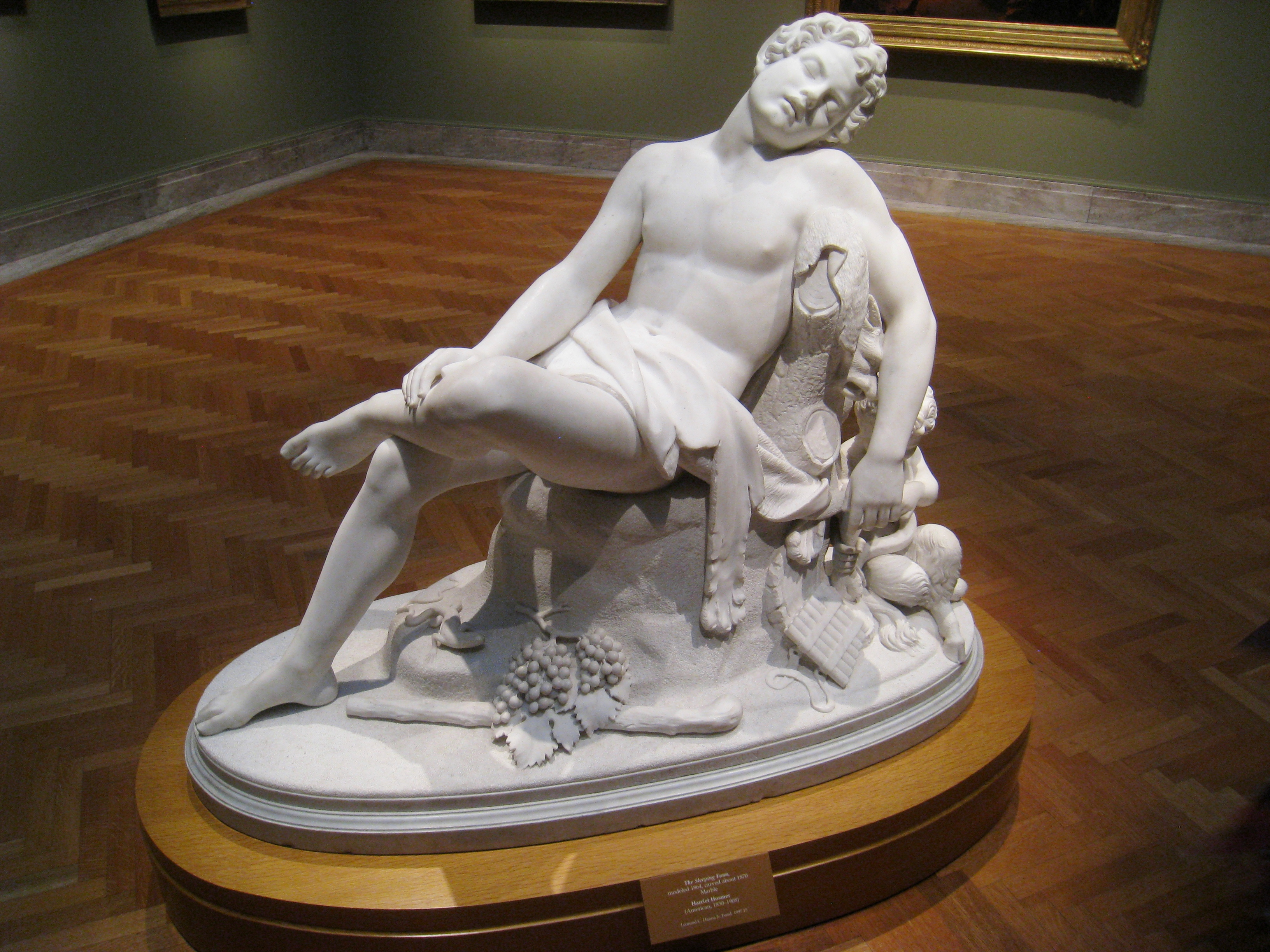
O Fauno Adormecido foi criado em 1865, em Roma, e foi uma das obras mais famosas de Hosmer.

Hosmer foi atraída pelo estilo neoclássico, que foi fácil de estudar devido à sua presença em Roma. Ela gostava de estudar mitologia e criou várias representações de ícones mitológicos, como a escultura de O Fauno Adormecido, que inclui detalhes intrincados de elementos como o cabelo, as uvas e o pano sobre ele.

### Velhice
Ela também projetou e construiu maquinário e desenvolveu novos processos, especialmente em relação à escultura, como um método para converter o calcário comum da Itália em mármore e um processo de modelagem no qual a forma bruta de uma estátua é feita primeiro em gesso, sobre o qual é colocada uma camada de cera para trabalhar as formas mais finas.
Mais tarde, Hosmer morou em Chicago e Terre Haute, Indiana.
Hosmer exibiu sua escultura da Rainha Isabel I de Castela, encomendada pela Associação Rainha Isabel, no Pavilhão do Estado da Califórnia na Exposição Mundial de Colúmbia de 1893 em Chicago, Illinois. A estátua foi exibida novamente em 1894 na Exposição Internacional de Solstício de Inverno da Califórnia.

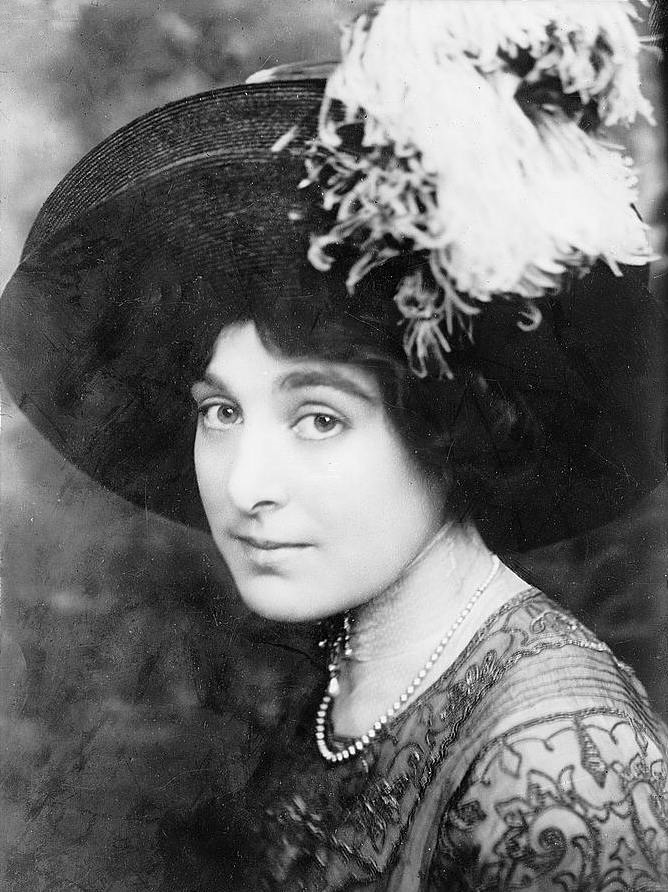
Luísa Baring, Lady Ashburton

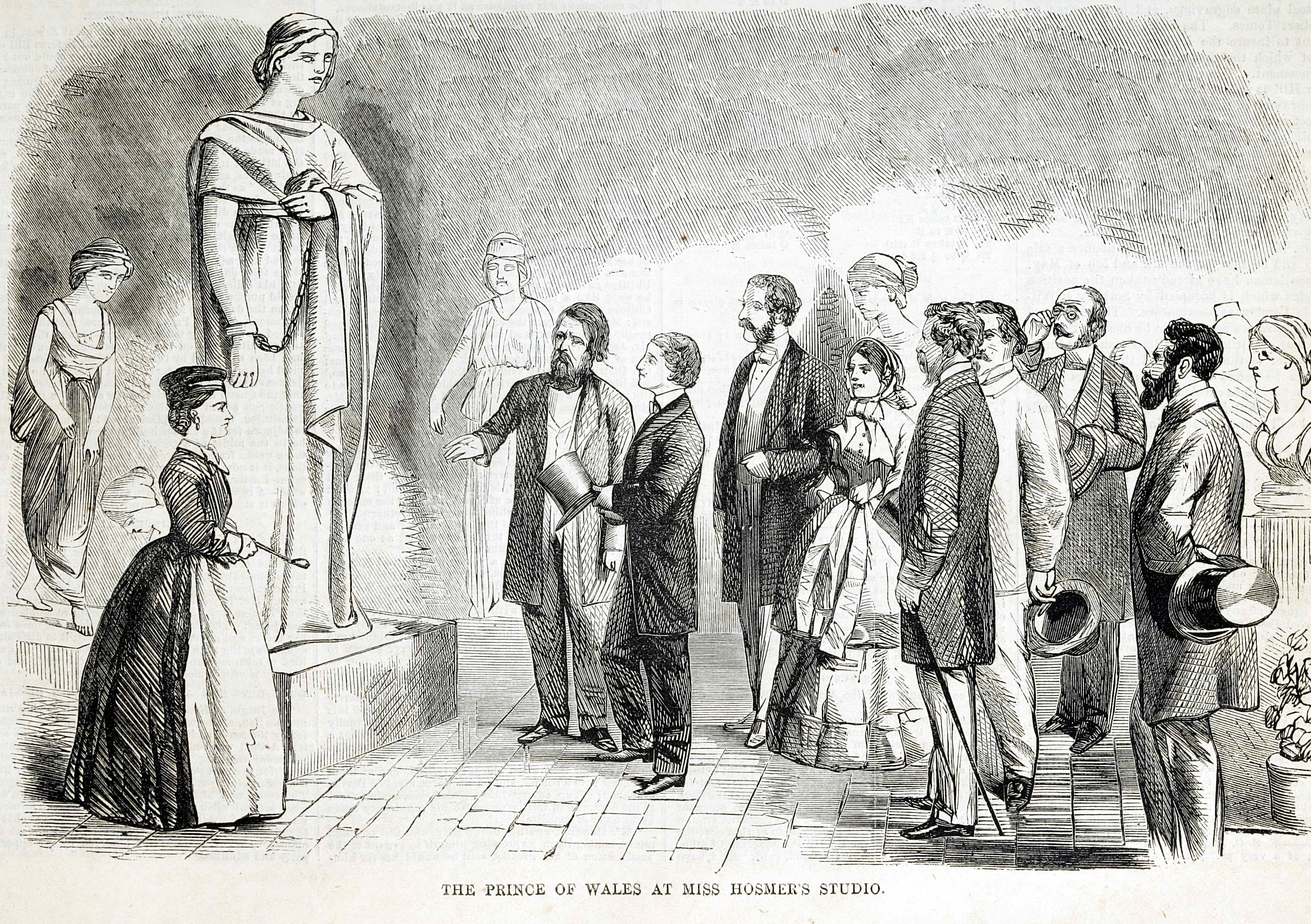
Ilustração do Príncipe de Gales visitando o estúdio de Hosmer

Durante 25 anos, ela teve um envolvimento romântico com Luísa, Lady Ashburton, viúva de Bingham Baring, 2.º Barão de Ashburton (falecido em 1864). Lady Ashburton forneceu a Harriet um estúdio próximo à casa dos Ashburton em Knightsbridge, Londres.
Hosmer morreu em Watertown, Massachusetts, em 21 de fevereiro de 1908, e está enterrada no jazigo da família no Cemitério de Mount Auburn, em Cambridge. Segundo o Museu Nacional das Mulheres nas Artes, “Harriet Goodhue Hosmer desafiou as convenções sociais do século XIX ao se tornar uma escultora bem-sucedida de obras neoclássicas em mármore de grande escala”.
No século XIX, as mulheres geralmente não tinham carreiras, especialmente carreiras como escultoras. Não era permitido que as mulheres tivessem a mesma educação artística que os homens, elas não eram treinadas para fazer a “grande” arte, como grandes pinturas históricas, cenas mitológicas e bíblicas, modelagem de figuras. As mulheres geralmente produziam obras de arte que podiam ser feitas em casa, como naturezas-mortas, retratos, paisagens e esculturas em pequena escala, embora até mesmo a Rainha Vitória tenha permitido que sua filha, a Princesa Luísa, estudasse escultura.
Hosmer não tinha permissão para frequentar aulas de arte porque trabalhar com um modelo vivo era proibido para mulheres, mas ela teve aulas de anatomia para aprender a forma humana e pagou por aulas particulares de escultura. O maior passo que deu em sua carreira foi mudar-se para Roma para estudar arte. Hosmer tinha seu próprio estúdio e dirigia seu próprio negócio. Ela se tornou uma artista conhecida em Roma e recebeu várias encomendas.
Hosmer comentou sobre sua ruptura com a tradição dizendo: “Eu honro toda mulher, com força suficiente para sair do caminho batido quando sente que sua caminhada está em outro; força suficiente para se levantar e ser ridicularizada, se necessário.”

## Legado

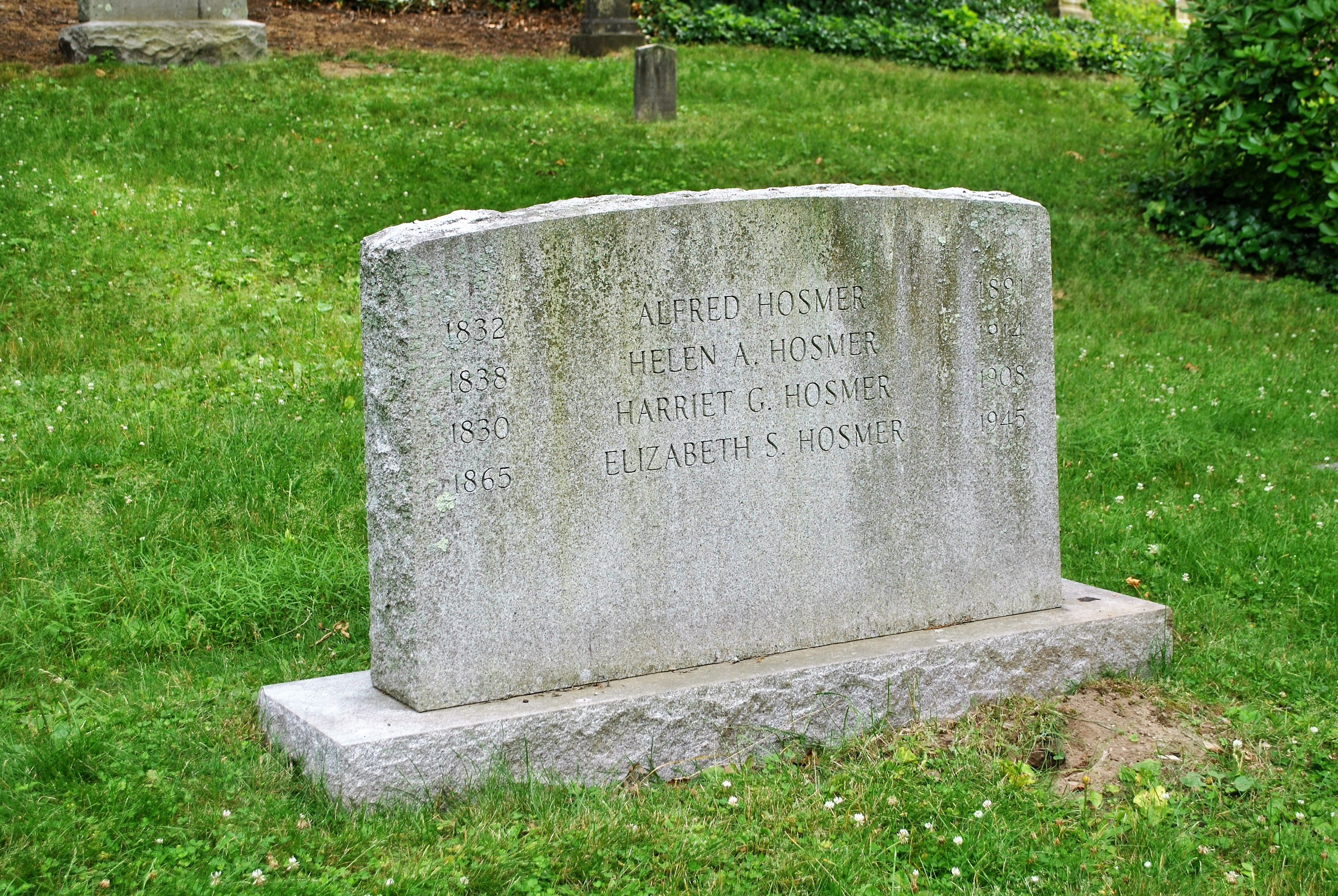
Cemitério de Mount Auburn, Cambridge, MA

- O Monte Hosmer, próximo a Lansing, Iowa, recebeu esse nome em homenagem a Hosmer; ela venceu uma corrida a pé até o topo da colina durante uma parada de barco a vapor na década de 1850.[22]
- Durante a Segunda Guerra Mundial, o navio da classe Liberty, SS Harriet Hosmer foi construído em Panama City, Flórida, e batizado em sua homenagem.[23]
- Um livro de poesia, Waking Stone: Inventions on the Life Of Harriet Hosmer, de Carole Simmons Oles, foi publicado em 2006.
- Sua escultura, Puck and Owl, é apresentada na Trilha do Patrimônio Feminino de Boston.[24]
- A Escola Hosmer em Watertown, Massachusetts, é uma escola pública de ensino fundamental. Ela foi construída em um terreno doado pelo pai de Harriet, Dr. Hiram Hosmer. A escola foi originalmente dedicada a Hiram e ao primo de Harriet, Dr. Alfred Hosmer, em homenagem a seus anos de serviço à comunidade. Em 1 de fevereiro de 2022, para marcar a ocasião da abertura da escola recém-reformada, a cidade de Watertown rededicou o edifício para incluir Harriet. Da cerimônia de re-dedicação: “Essa mudança não é para excluir, rebaixar ou desprezar os doutores Hiram e Alfred Hosmer, justamente homenageados por suas décadas combinadas de serviços prestados à cidade, mas sim para incluir Harriet, famosa internacionalmente mesmo em sua própria época, quando as mulheres tinham menos oportunidades de realizações reconhecidas publicamente. Harriet estava presente na dedicação do primeiro edifício, que recebeu o nome de seu pai e de seu primo. É hora de ela ser igualmente reconhecida.”[25]

## Trabalhos selecionados

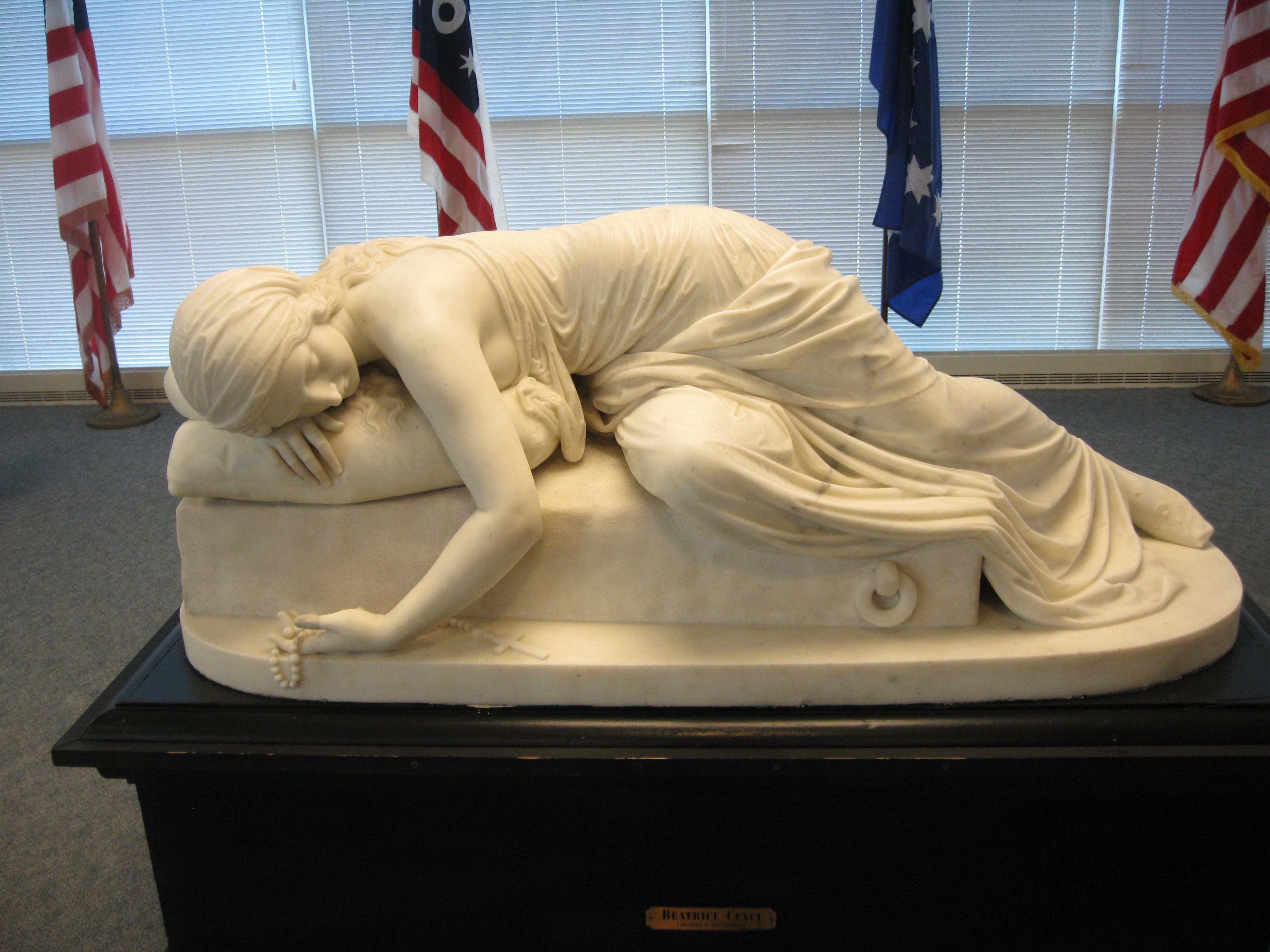
H. G. Hosmer: Beatrice Cenci

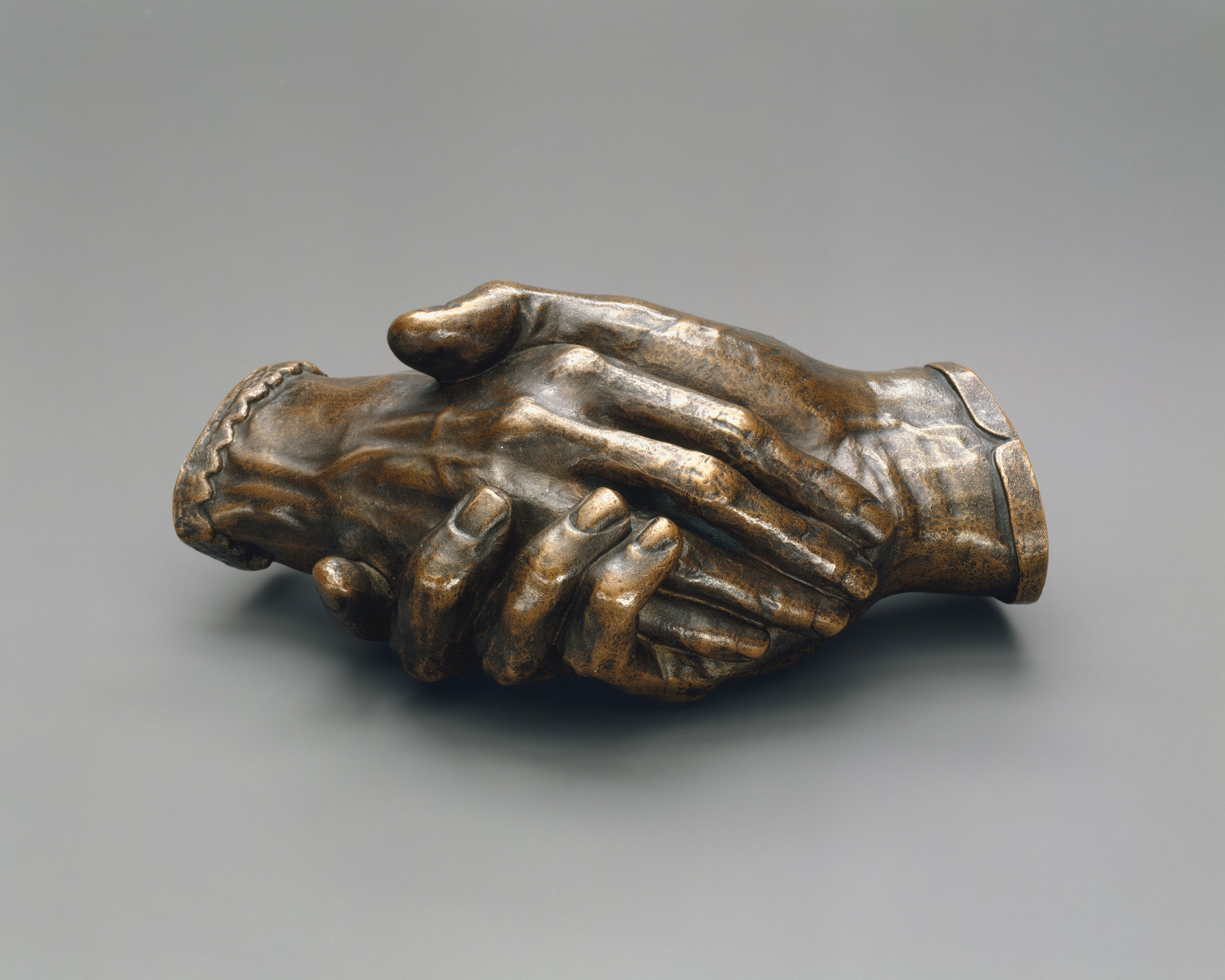
Mãos entrelaçadas de Robert e Elizabeth Barrett Browning, 1853 por Hosmer

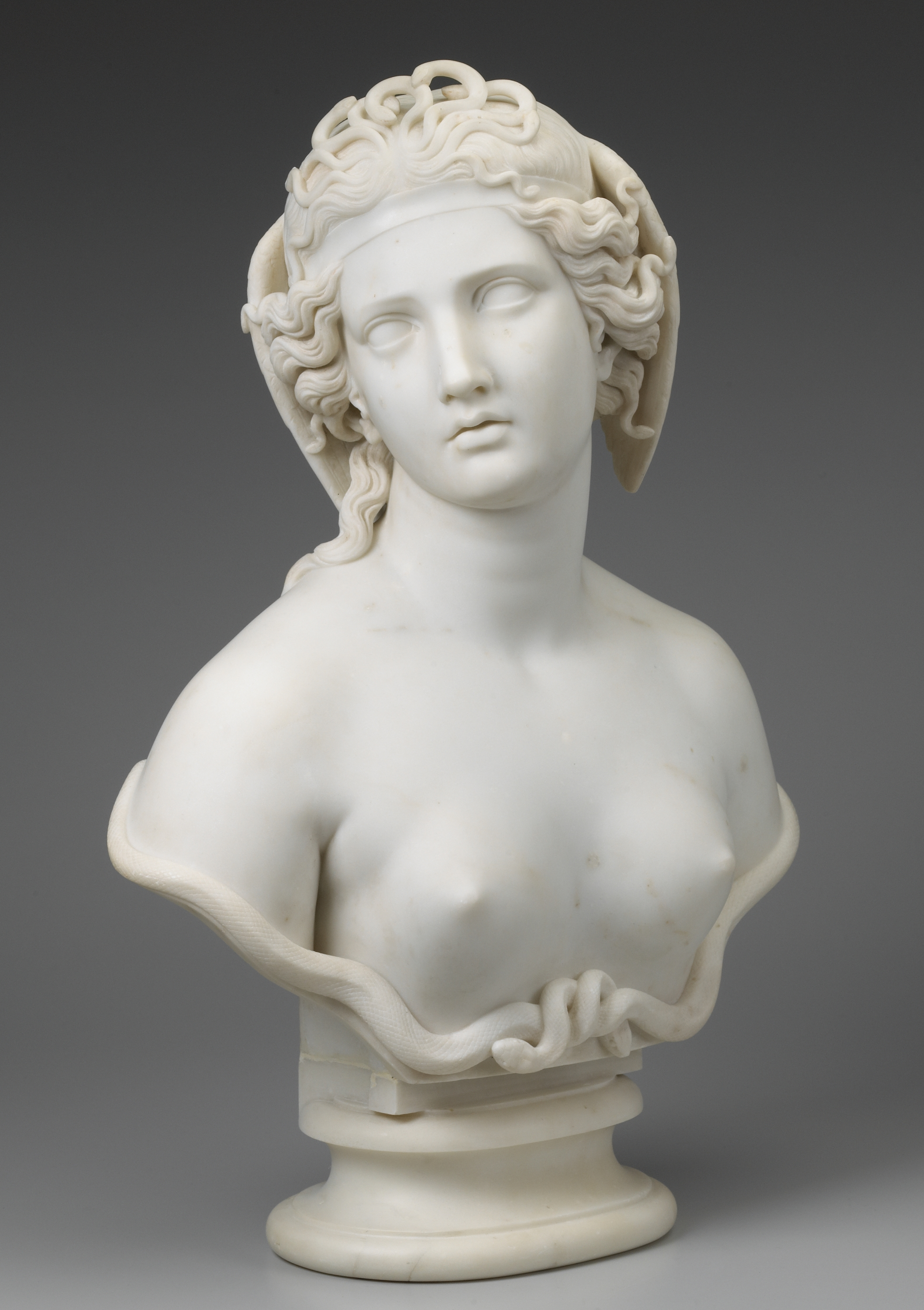
A “Medusa” de Hosmer, capturada no meio de sua transformação em uma mulher coberta de cobras, capaz de transformar homens em pedra

Hosmer fez obras de grande e pequena escala e também produziu trabalhos sob encomenda específica. Suas obras menores eram frequentemente produzidas em múltiplos para atender à demanda. Entre suas obras mais populares está “Beatrice Cenci”, que existe em várias versões.
- Héspera, a Estrela Vespertina, sua primeira escultura original (1852)
- Doutor McDowell, retrato de um homem que teve um grande impacto na vida profissional de Hosmer (1852)
- Mãos entrelaçadas de Robert e Elizabeth Barrett Browning (1853)
- Dafne e Medusa, cabeças ideais (1853)
- Puck (1855), uma concepção espirituosa e graciosa que ela copiou para o príncipe de Gales, o duque de Hamilton e outros[27]
- Enone (1855), sua primeira figura em tamanho natural, atualmente no Museu de Arte de Saint Louis
- Will-O-The-Wisp, três variações conhecidas (1856, 1858, 1864)
- Beatrice Cenci (1857), que existe em várias versões, incluindo uma na Biblioteca Mercantil de Saint Louis e outra na Galeria de Arte de Nova Gales do Sul[28]
- Zenóbia, Rainha de Palmira (1857), Instituto de Arte de Chicago
- Lady Constance Talbot, “o único medalhão Hosmer conhecido que é um retrato em baixo-relevo de uma mulher” (1857)
- Túmulo de Judith Faconnet, a primeira obra de arte feita nos Estados Unidos que agora está permanentemente instalada em Sant'Andrea delle Fratte (1857–1858)
- A fonte de Hilas e as ninfas da água (1858)
- Zenóbia (1859), propriedade do Museu de Arte de St. Louis, em St. Louis, Missouri.[29]
- A Fonte da Sereia, seu projeto de fonte mais conhecido (1861)
- Thomas Hart Benton, o primeiro monumento público no estado do Missouri (1862)
- Portão para uma Galeria de Arte (1864)
- Um Fauno Adormecido (1865) está sendo exibido no Museu de Belas Artes de Boston. Outra versão está na Iveagh House, em Dublin. Consulte Homan Potterton, 'Uma escultura americana na Exposição de Dublin de 1865: Sleeping Faun', de Hariet Hosmer. The Arts in Ireland, outono de 1973.
- Retrato de Wayman Crow (1866), John Gibson (1866)
- Um Fauno Desperto; uma estátua de bronze do senador Thomas H. Benton (1866–1867) para o Parque Lafayette Park, St. Louis. Foi criado como um complemento para "Um Fauno Adormecido".
- Lincoln Memorial, também conhecido como “Monumento aos Libertos” (1867–1868)
- Rainha de Nápoles, “a segunda das três estátuas em tamanho real de célebres soberanas que Hosmer escolheu representar ao longo de sua carreira”[30] (1868)
- Sentinela de Pompeia (1878)
- Crerar Lincoln Memorial — A Sibila Africana, feito na tentativa de vencer um concurso do Lincoln Memorial (1888–1896)
- Portões de bronze para a galeria de arte do Conde de Brownlow em Ashridge Hall.
- O Staghound, encomendado pela Imperatriz da Áustria
- Fonte do golfinho (1892), o companheiro masculino de O Berço da Sereia, de Hosmer, a única fonte completa remanescente de Hosmer (1892–1893)
- Rainha Isabel de Castela, o último trabalho completo conhecido de Hosmer, encomendado pelas “Filhas de Isabel” (1893)
- Um Memorial da Emancipação alternativo - projetado, mas não construído
- Estátuas da Rainha de Nápoles como a heroína de Gaeta e da Rainha Isabel da Espanha para a Exposição Universal, Chicago, 1893.

## Galeria

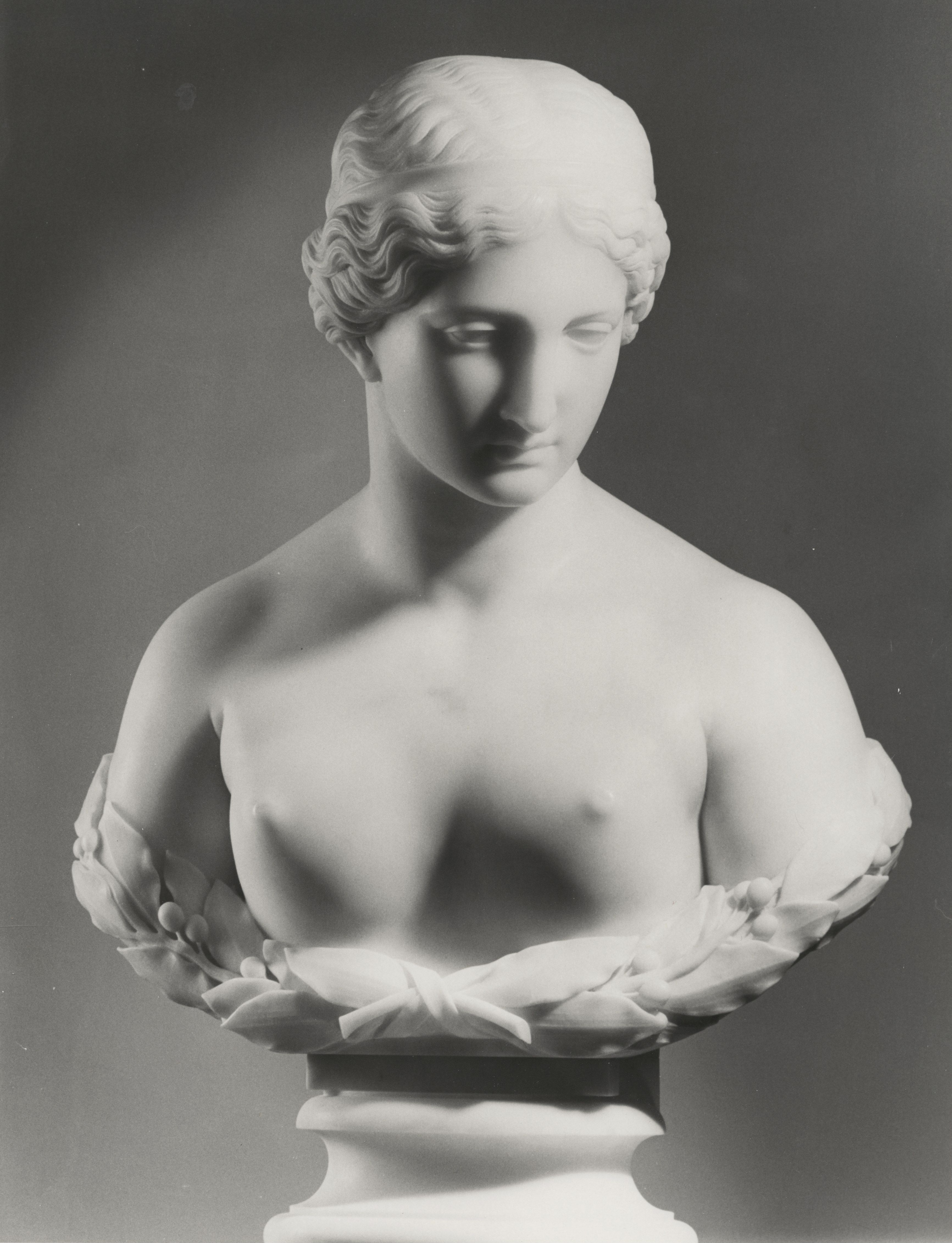
Dafne, modelada 1853
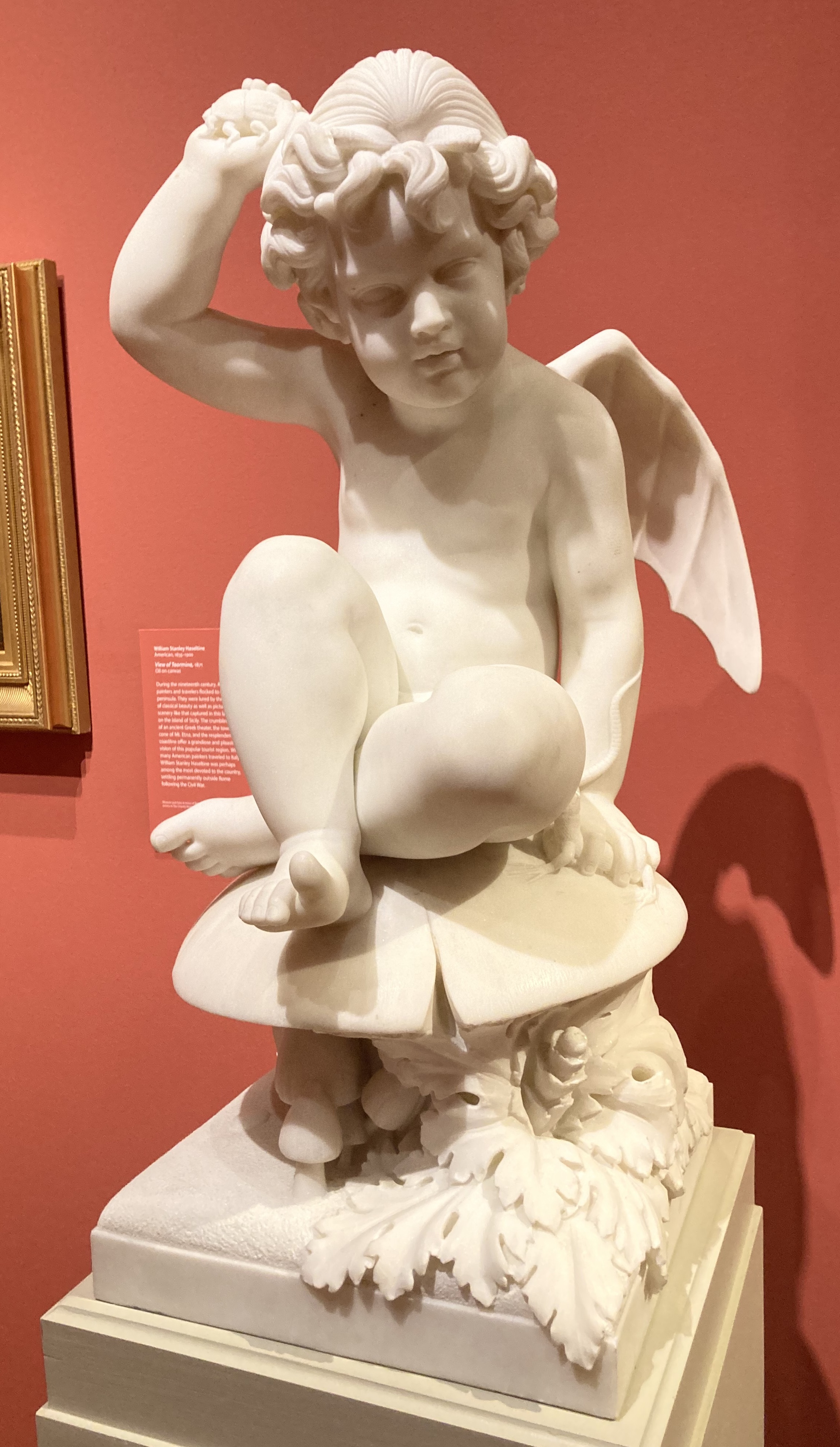
Puck, c. 1855–1856
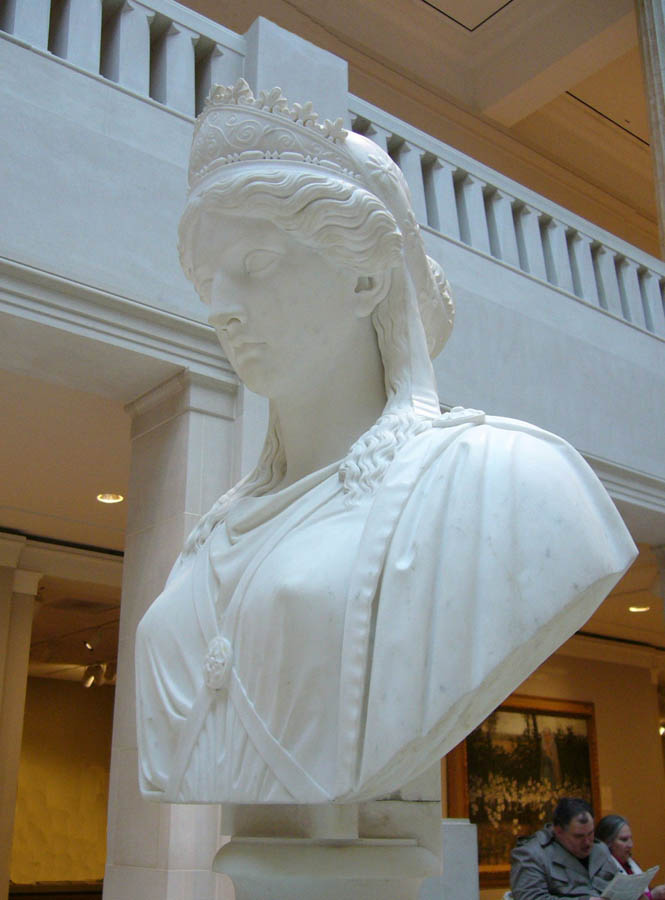
Zenóbia, Rainha de Palmira, 1857, Art Institute of Chicago
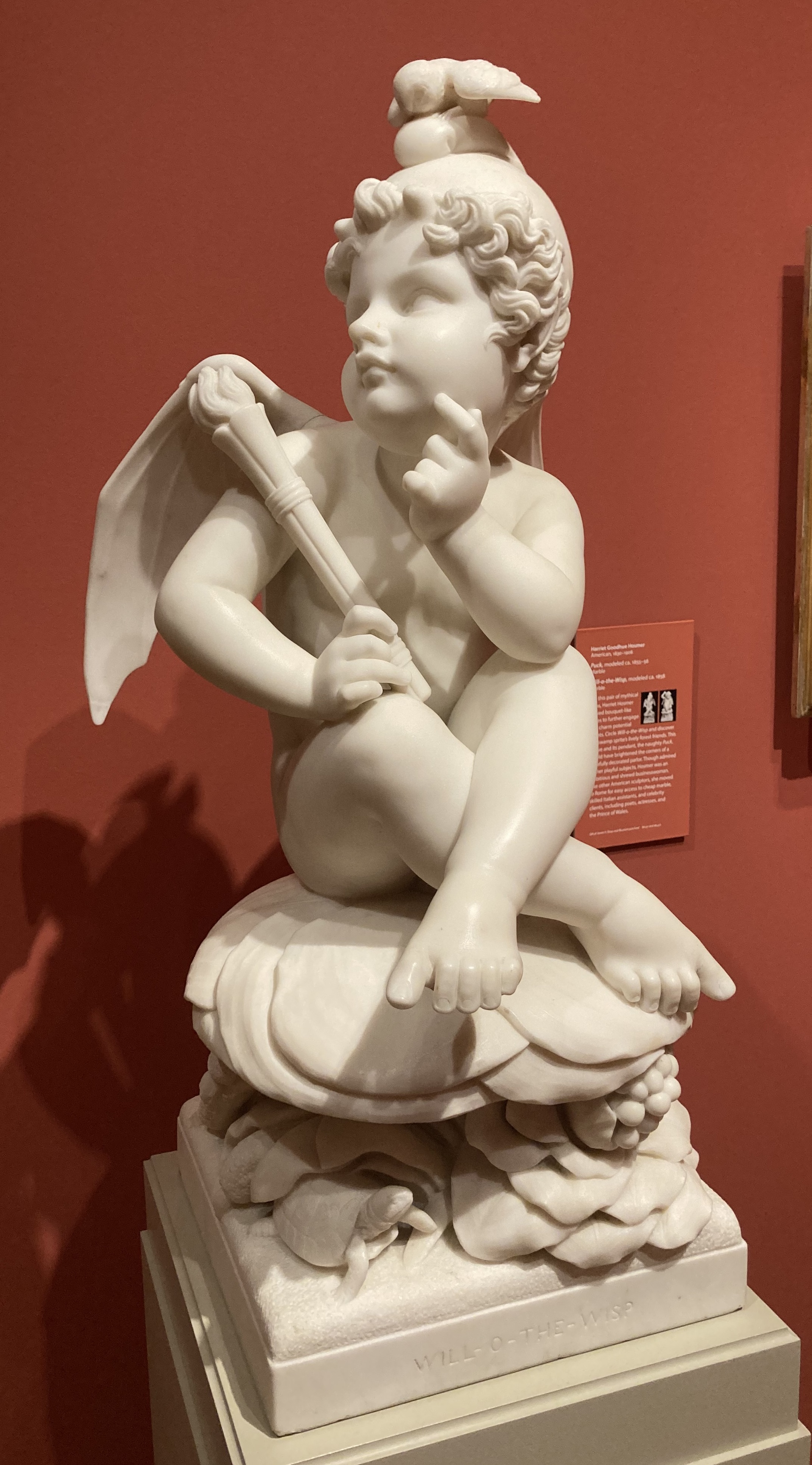
Will-o-the-Wisp, c. 1858
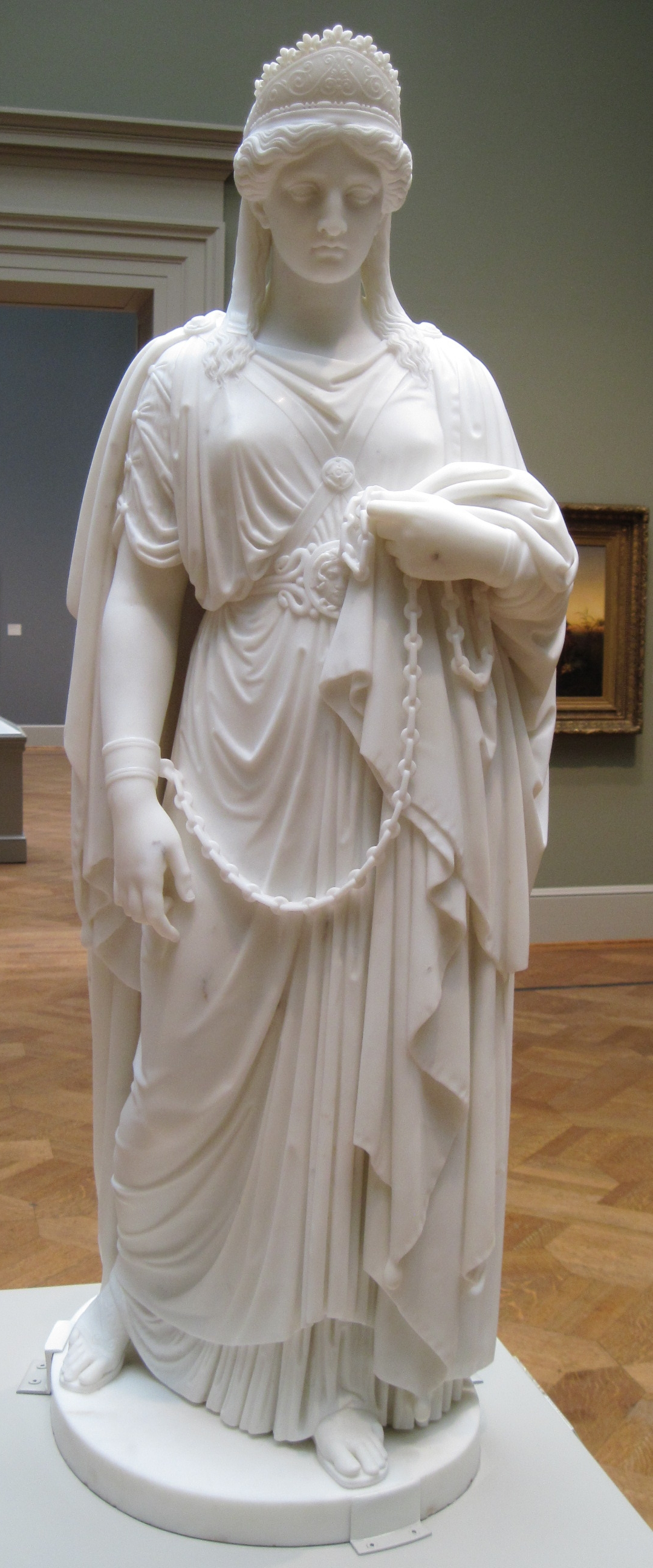
Zenóbia acorrentada, c. 1859, Saint Louis Art Museum
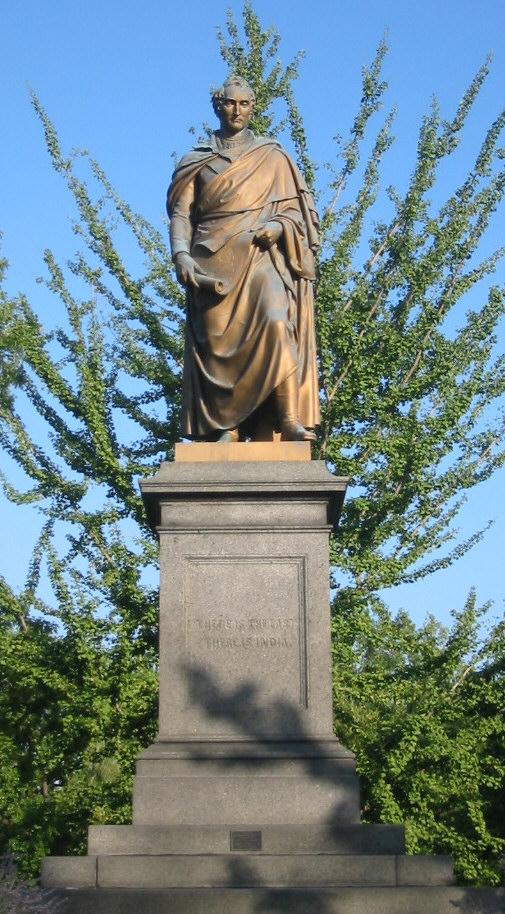
Thomas Hart Benton, c. 1868, Lafayette Square Park. St. Louis
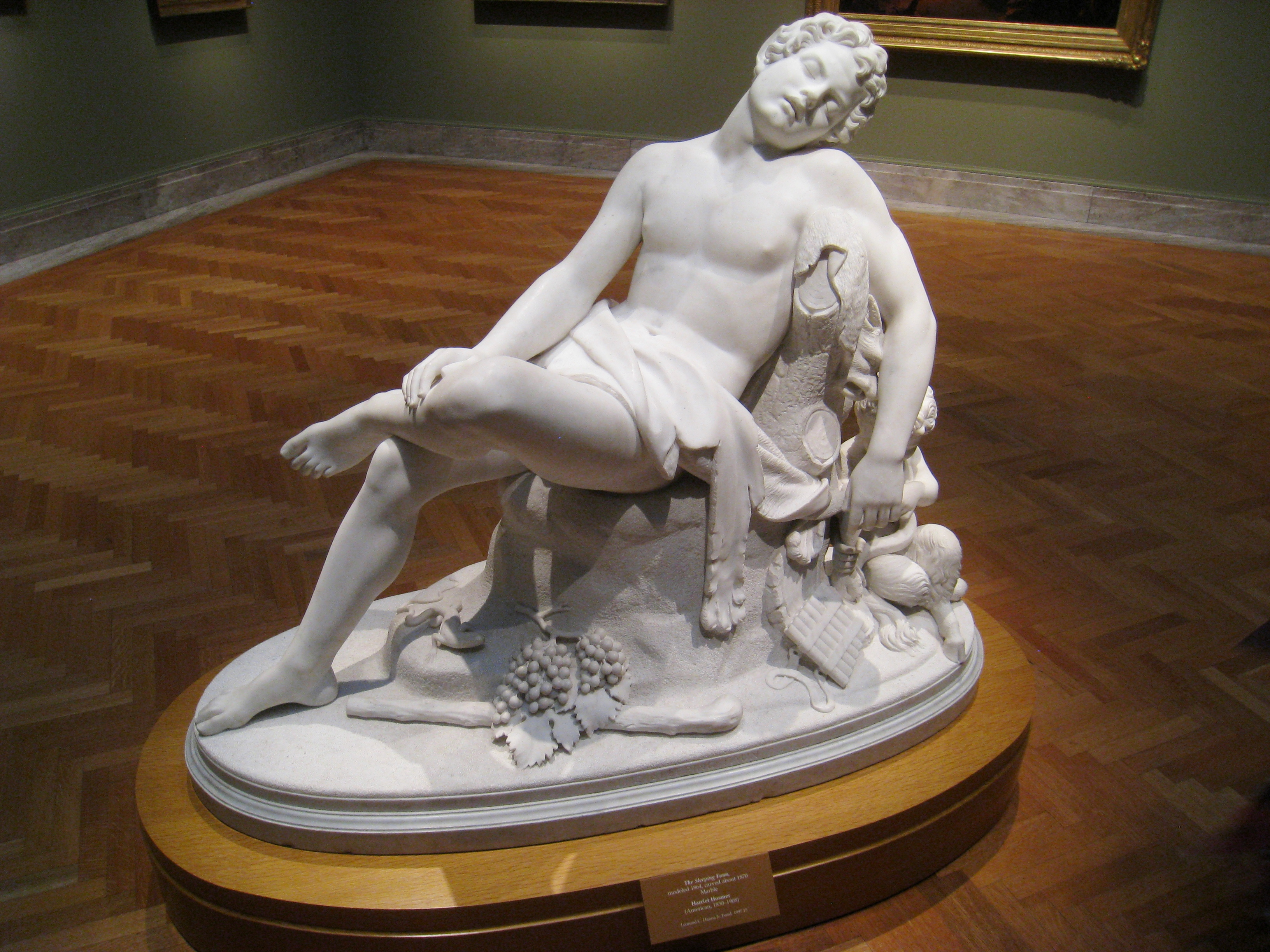
O Fauno Adormecido, circa 1870, Cleveland Museum of Art
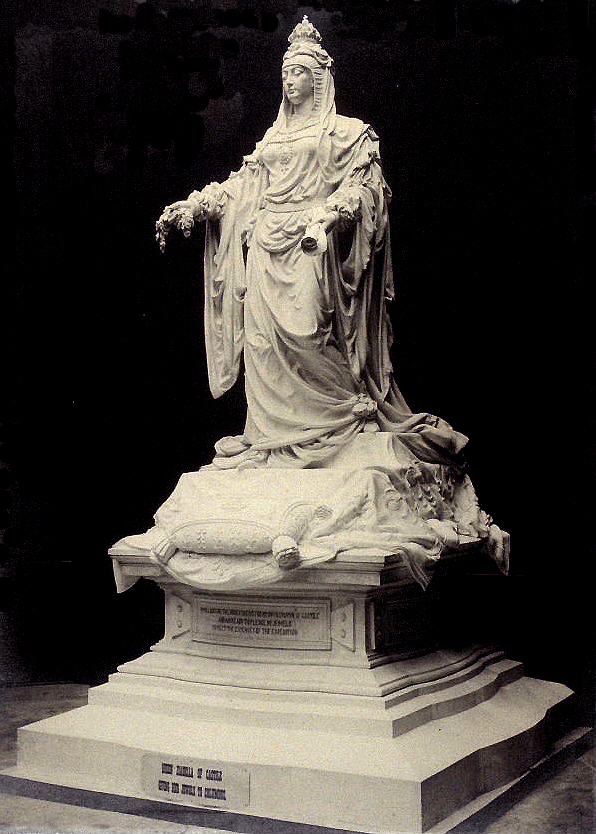
Rainha Isabel c. 1893